# دانيال أبلتون
دانيال أبلتون (بالإنجليزية: Daniel Appleton)‏ هو ناشر أمريكي، ولد في 10 ديسمبر 1785 في هافر هيل في الولايات المتحدة، وتوفي في 27 مارس 1849 في نيويورك في الولايات المتحدة.